# Chahinez Nasri
Pour les articles homonymes, voir Nasri.
Chahinez Nasri, née le 3 juin 1996, est une athlète tunisienne, spécialiste de la marche athlétique.

## Biographie
Elle est étudiante à l'Institut supérieur du sport et de l'éducation physique de Ksar Saïd. 
Elle remporte une médaille d'or au 10 km marche des championnats arabes juniors d'athlétisme 2012 puis des championnats seniors 2015, avant de décrocher une médaille de bronze au 20 km marche des championnats d'Afrique d'athlétisme 2016. Elle est également championne de France espoirs 2016 du 20 km marche à Aubagne.
En 2016, elle bat tous les records de Tunisie de marche : 5 km et 10 km marche sur piste ainsi que le 10 km et le 20 km marche sur route. Elle réalise le minima olympique du 20 km marche en 1 h 34 min 35 s et rejoint la délégation tunisienne présente à Rio de Janeiro pour participer à cette épreuve aux Jeux olympiques.
En 2019, elle participe à l'épreuve féminine du 20 kilomètres marche aux championnats du monde organisés à Doha, au Qatar, mais ne termine pas sa course.

### Palmarès
| Date | Compétition                      | Lieu           | Résultat | Épreuve      | Performance     |
| ---- | -------------------------------- | -------------- | -------- | ------------ | --------------- |
| 2012 | Championnats arabes juniors      | Amman          | 1re      | 10 km marche | 47 min 30 s 28  |
| 2014 | Coupe du monde de marche         | Taicang        | 10e      | 10 km marche | 46 min 43 s     |
| 2014 | Championnats d'Afrique           | Marrakech      | 4e       | 20 km marche | 1 h 42 min 55 s |
| 2015 | Championnats d'Afrique juniors   | Addis-Abeba    | 3e       | 5 km marche  | 27 min 8 s 52   |
| 2015 | Championnats panarabes           | Madinat 'Isa   | 1re      | 10 km marche | 50 min 34 s 4   |
| 2015 | Jeux africains                   | Brazzaville    | 6e       | 20 km marche | 1 h 48 min 43 s |
| 2016 | Championnats d'Afrique           | Durban         | 3e       | 20 km marche | 1 h 34 min 45 s |
| 2016 | Jeux olympiques                  | Rio de Janeiro | 60e      | 20 km marche | 1 h 42 min 57 s |
| 2017 | Championnats d'Afrique de marche | Tunis          | 1re      | 20 km marche | 1 h 36 min 59 s |
| 2017 | Championnats panarabes           | Radès          | 1re      | 10 km marche | 46 min 14 s     |
| 2018 | Championnats d'Afrique           | Asaba          | 3e       | 20 km marche | 1 h 37 min 28 s |
| 2019 | Championnats panarabes           | Le Caire       | 2e       | 10 km marche | 48 min 32 s     |
| 2021 | Championnats panarabes           | Radès          | 1re      | 20 km marche | 1 h 35 min 47 s |

### Records
| Épreuve                | Performance     | Lieu       | Date         |
| ---------------------- | --------------- | ---------- | ------------ |
| 5 000 m marche (piste) | 21 min 23 s 85  | Blois      | 17 juin 2017 |
| 10 km marche           | 45 min 2 s      | La Corogne | 28 mai 2016  |
| 20 km marche           | 1 h 32 min 20 s | Taicang    | 5 mai 2018   |